# ドミグラスソース

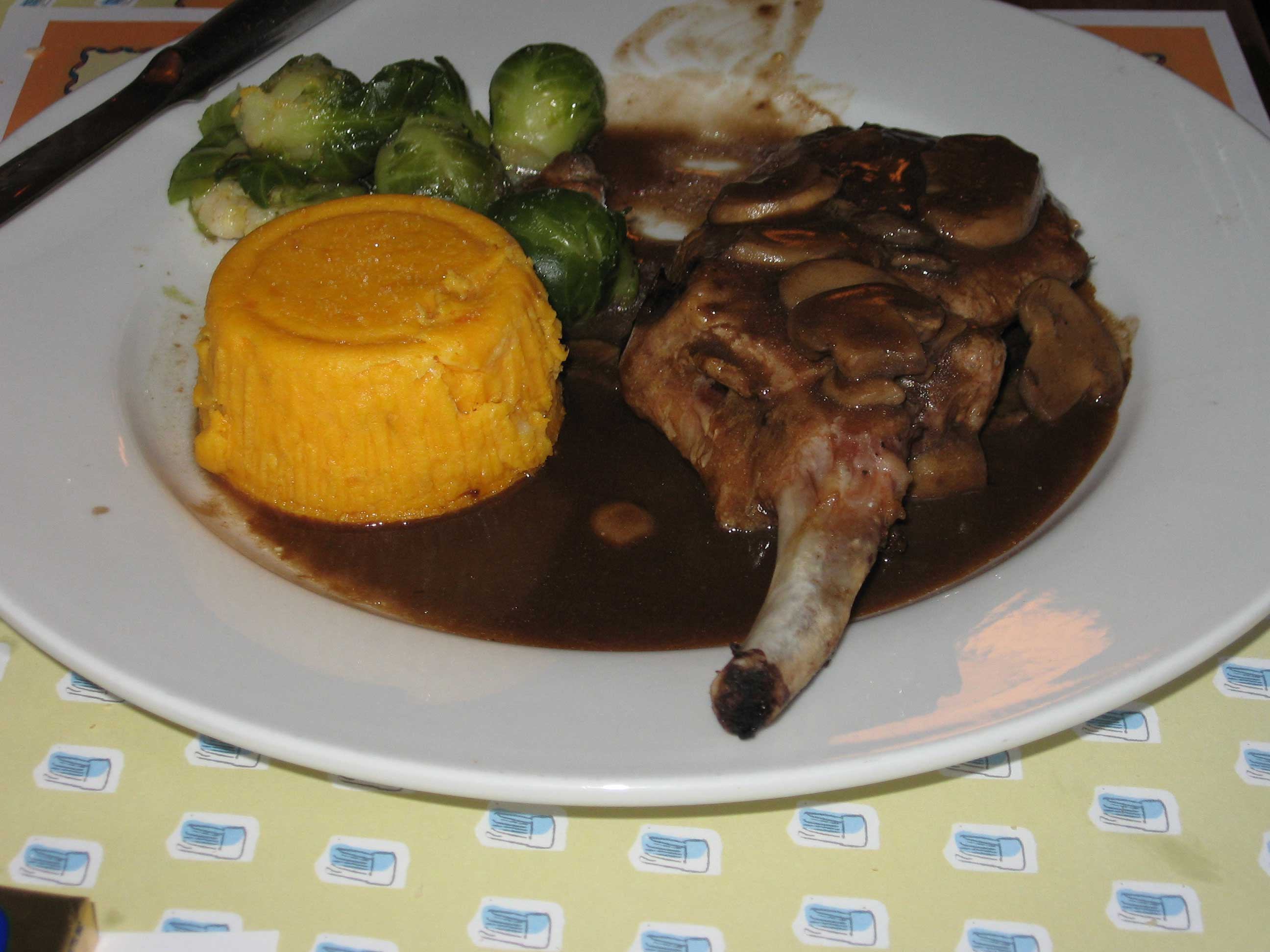
ドミグラスソースのかかったポークチョップ

デミグラスソース（仏: (sauce) demi-glace）は、西洋料理のマザーソースのひとつで、黒に近い褐色をしている。ブラウンソース（ソース・エスパニョール、ソース・ブリュンヌとも）を煮詰めて風味付けしたものである。デミグラスソース、ドゥミグラスソース、ドビソースとも言う。古典的なフランス料理でよく用いられていた。日本における洋食でも広く用いられている。

## 名称
フランス語では普通 demi-glace（フランス語発音: [dmiglas]ドゥミグラス ）と言うが、sauce demi-glace（フランス語発音: [sos dmiglas] ソース・ドゥミグラス）と言うこともある。フランス語でドゥミ (demi-) は半分、グラス (glace) は凍ったという意味で、転じて料理では煮こごりまたは煮詰めるという意味にもなる（このほか文字どおり氷菓子や溶かした砂糖などをかけた料理を意味することもある）。ドミグラスソースとはすなわち煮詰めた濃厚なソースという意味で、1900年代初頭にフランス料理のシェフが使い始めたと言われている。
英語でも単に demi-glace（英語発音: [ˈdemiˌgla(ː)s] デミグラース）と呼ぶが、demi-glace sauce（英語発音: [ˈdemiˌgla(ː)s sɔːs] デミグラース・ソース） と言うこともある。

## 調理法など

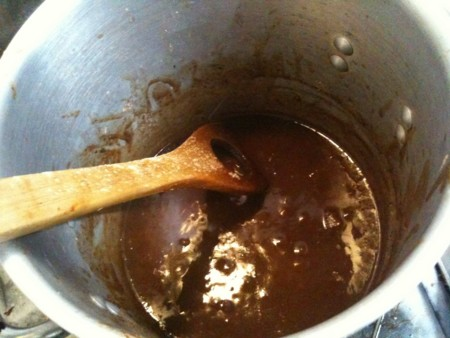

小麦粉をバターで茶色く色付くまで炒めて一度冷ましたもの（ブラウンルー）に、牛（特に子牛）の食肉や骨と野菜（ミルポワと呼ばれる玉葱・人参・セロリの組み合わせを使うのが一般的）を煮込んでつくった出汁（フォン・ド・ヴォー）を入れ、アクをとりながら、半量程度になるまで煮詰め、更にマデラワインなどで風味をつける。出汁を煮詰めてからルーを加える方法もあるが、動物の体内にある自然のゼラチン質と塩分が煮詰めることによってとろみと塩気を与えてくれるため、いずれの場合もルーを使いすぎないようにすることが美味しいドミグラスを作る秘訣である。料理店の中にはルーを一切使わずに作る店もあるが、その場合はとろみを出すために出汁を十分の一程度まで煮詰める必要があり、手間と時間がかかる。
オーギュスト・エスコフィエによれば、ドミグラスはエスパニョールソースというブラウンソースをさらに煮詰めて作ったものである。彼の時代のフランスでは、その完成度の高さゆえの味の均一化を恐れ、ドミグラスはフォン・ド・ヴォーに取って変わられるようになっていたが、日本では洋食の繁栄により使用頻度は高くなっていった。

## 日本における展開
日本においては本来のドミグラスのみならず、茶褐色のソースならブラウンソースやグレイビーなどもすべて一緒くたにして「デミグラスソース」と称している例が多い。大衆洋食店では肉汁や野菜の煮汁をトマトケチャップやウースターソースで調味し、小麦粉やコーンスターチなどでとろみをつけたものが「デミグラスソース」として提供されている。
既製品も缶詰やチューブ入り、レトルトパックなどの形態で販売されており、業務用・家庭用として広く利用されているが、その味つけは本格的なものからトマトソースに近いもの、醤油などを用いた和風テイストのものまで多岐にわたる。

### 「デミグラスソース」を用いる料理
- ハヤシライス
- ハッシュドビーフ
- ビーフシチュー
- ビーフカツ
- ビーフステーキ
- ハンバーグステーキ
- オムレツ
- オムライス
- カツレツ
- かつめし
- トルコライス

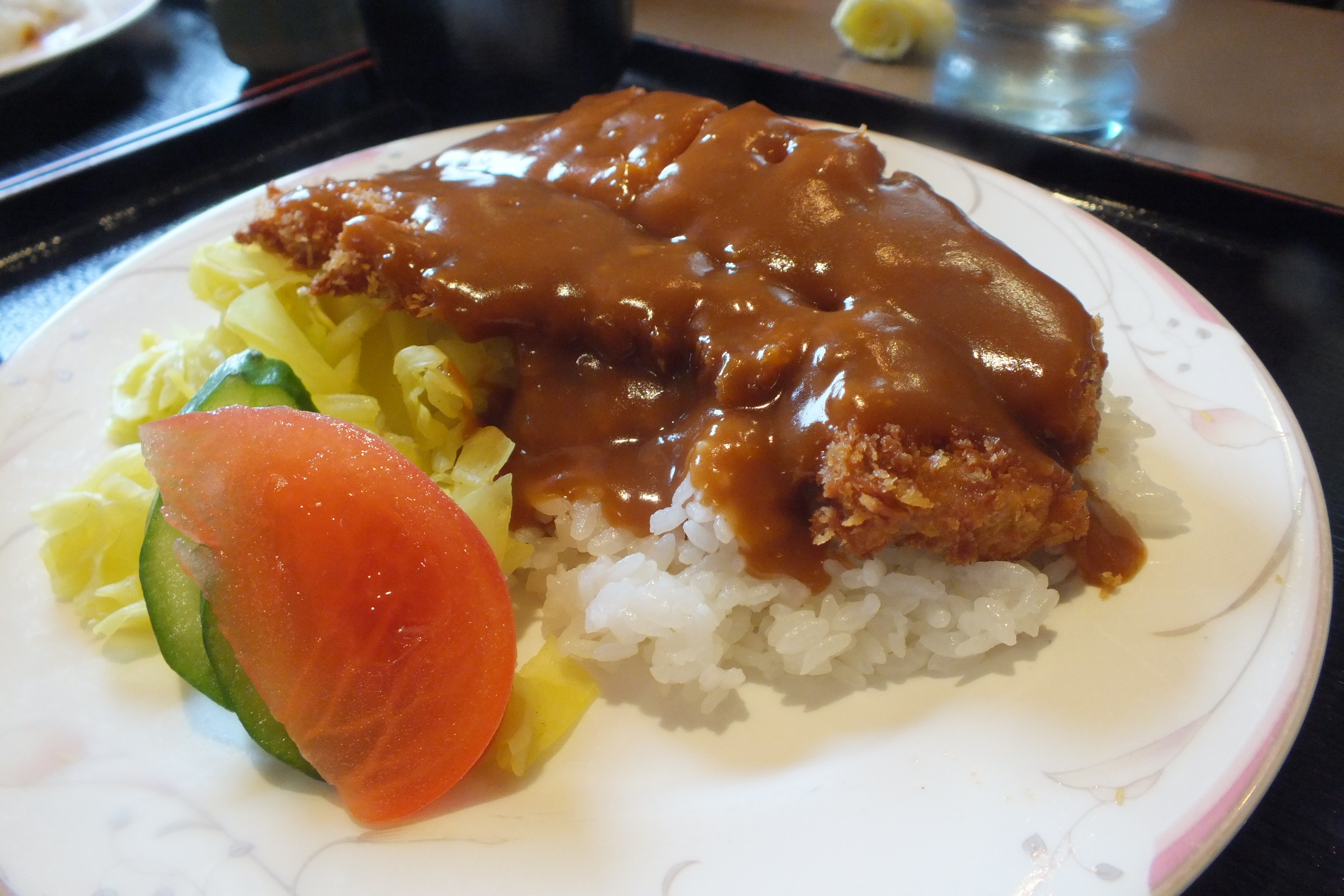
「デミグラスソース」を使ったかつめし

- デミカツ丼 - 岡山県岡山市などの郷土料理
- エスカロップ - 北海道根室市のご当地グルメ